# Cens de Floridablanca
El cens de Floridablanca fou un document censal elaborat a Espanya, dirigit pel Comte de Floridablanca, ministre de Carles III, entre 1785 i 1787; és considerat el primer cens espanyol de població elaborat seguint tècniques estadístiques modernes, tot i que n'existí un d'anterior, el cens d'Aranda, la fiabilitat del qual fou inferior.
S'elaborà sobre la base dels qüestionaris enviats als intendents de les diverses províncies i demarcacions del regne a qui se'ls requeria per a fixar cadascuna de les poblacions de la seva zona. Sobre aquesta base, el 1786 es requerí als alcaldes de les diverses poblacions que indiquessin les circumstàncies personals (sexe, edat, estat civil) de tots els habitants dels quals era responsable, aportant també informació sobre l'estat civil i la situació econòmica de la unitat familiar.
El cens fou publicat per la Reial Impremta de Madrid el 1787, per a ser posteriorment ampliat el 1789.

## Dades del cens de Floridablanca
El cens indicà una xifra de 10.268.110 habitants en tot el país, que suposen una densitat mitjana de 22,7 hab/km². Aquest cens (i el seu predecessor d'Aranda) malgrat la seua relativa modernitat, pertany a l'època preestadística, perquè l'Estat no encetà la sèrie periòdica de censos de població fins a l'any 1857, moment en què s'inaugurà a Espanya l'època estadística.
| 1.ª  | Madrid               | 164 972 |
| 2.ª  | València             | 100 656 |
| 3.ª  | Barcelona            | 92 835  |
| 4.ª  | Sevilla              | 80 915  |
| 5.ª  | Cádiz                | 71 080  |
| 6.ª  | Granada              | 56 541  |
| 7.ª  | Málaga               | 51 098  |
| 8.ª  | Jerez de la Frontera | 45.506  |
| 9.ª  | Zaragoza             | 42 600  |
| 10.ª | Córdoba              | 37 826  |
| 11.ª | Palma de Mallorca    | 31 942  |
| 12.ª | Écija                | 29 343  |
| 13.ª | San Fernando         | 28 138  |
| 14.ª | Ferrol               | 24 993  |
| 15.ª | Valladolid           | 23 284  |
| 16.ª | Orihuela             | 22 913  |
| 17.ª | Antequera            | 20 266  |
| 18.ª | Salamanca            | 19 092  |
| 19.ª | Muncia               | 18 822  |
| 20.ª | Toledo               | 18 021  |